# 圣樊尚德梅尔屈兹
圣樊尚德梅尔屈兹（法語：Saint-Vincent-de-Mercuze，法語發音：[sɛ̃ vɛ̃sɑ̃ də mɛʁkyz]）是法国伊泽尔省的一个市镇，属于格勒诺布尔区。

## 地理
圣樊尚德梅尔屈兹（45°22'27"N, 5°56'59"E）面积7.85 平方千米，位于法国奥弗涅-罗讷-阿尔卑斯大区伊泽尔省，该省份为法国东南部内陆省份，北起顺时针与安省、萨瓦省、上阿尔卑斯省、德龙省、阿尔代什省、卢瓦尔省和罗讷省。
与圣樊尚德梅尔屈兹接壤的市镇（或旧市镇、城区）包括：圣玛丽迪蒙、勒谢拉、拉弗拉谢尔、贡斯兰、圣玛丽达卢瓦、勒图韦。

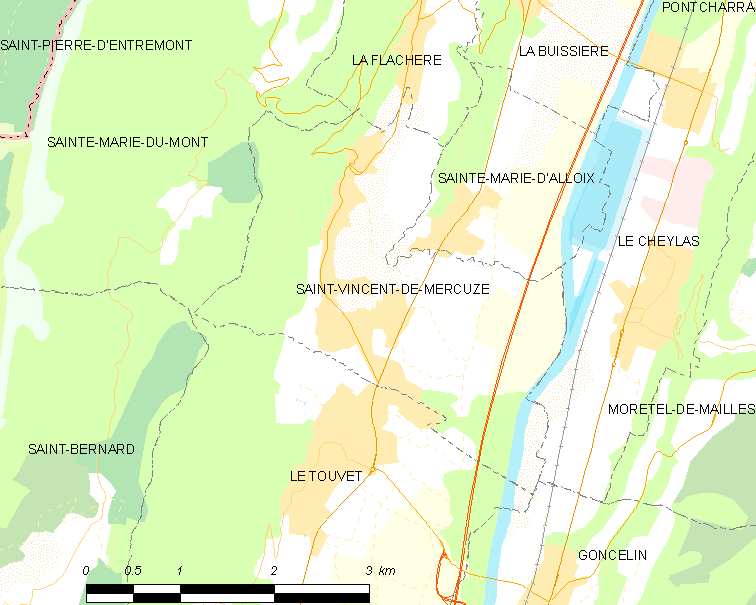
圣樊尚德梅尔屈兹的OSM定位图

圣樊尚德梅尔屈兹的时区为UTC+01:00、UTC+02:00（夏令时）。

## 行政
圣樊尚德梅尔屈兹的邮政编码为38660，INSEE市镇编码为38466。

## 政治
圣樊尚德梅尔屈兹所属的省级选区为上格雷西沃当县。

## 人口

1962-2008年间圣樊尚德梅尔屈兹人口变化图示

圣樊尚德梅尔屈兹于2022年1月1日时的人口数量为1520人。